# Liste des châteaux de la Nièvre
Cet article recense de manière non exhaustive les châteaux (de défense ou d'agrément), maisons fortes, mottes castrales, situés dans le département de la Nièvre. Il est fait état des inscriptions et classements au titre des monuments historiques.

## Liste
| Icône            | Signification    | Abréviations             | Abréviations                  | Abréviations             | Abréviations           |
| ---------------- | ---------------- | ------------------------ | ----------------------------- | ------------------------ | ---------------------- |
| Château fort     | Château fort     | = Bastide                | = Ferme fortifiée             | = Maison forte           | = (Néo-)Palladianisme  |
| Renaissance      | Renaissance      | = Château gascon         | = Folie (montpelliéraine)     | = Manoir, Gentilhommière | = Résidence épiscopale |
| Domaine viticole | Domaine viticole | = Classicisme, classique | = Forteresse, fort(ification) | = Maison (noble)         | = Style Beaux-Arts     |
| Palais           | Palais           | = Commanderie            | = Gothique (flamboyant)       | = Néo-baroque            | = Style Second Empire  |
| Ruine ou disparu | Ruine, disparu   | = Château pinardier      | = Hôtel particulier           | = Néo-classique          | = Style italianisant   |
|                  |                  | = Demeure seigneuriale   | ... = Style Louis XII...XVI   | = Néo-gothique           | = Style troubadour     |
|                  |                  | = Éclectisme             | = Logis (seigneurial)         | = Néo-Renaissance        | = Villa (de Nice)      |
| Baroque, rococo  | Baroque, rococo  | = Édifice religieux      | = Motte castrale/féodale      | = Pavillon de chasse     | = Styles du XXe siècle |

| Type                                           | Château                               | Commune                            | Protection | Notes                                                                          | Coordonnées                 | Illustration |
| ---------------------------------------------- | ------------------------------------- | ---------------------------------- | --- | ------------------------------------------------------------------------------ | --------------------------- | ------------ |
| Néo-classique                                  | Château d'Abon                        | Maux                               | | XIXe siècle                                                                    | 47° 02′ 19″ N, 3° 44′ 42″ E |              |
| Classicisme, classique                         | Château d'Arthel (Château d'Apremont) | Arthel                             | Classé MH (1984) · Inscrit MH (1984, 1994) · Notice no PA00112795                                                                  | XVIe et XVIIIe siècles, XIXe siècle                                            | 47° 14′ 35″ N, 3° 24′ 26″ E |              |
| Classicisme, classique                         | Château d'Auzon                       | Lucenay-lès-Aix                    | « Photo », notice no AP44L09489 | XVIIe et XVIIIe siècles, XIXe siècle                                           | 46° 39′ 22″ N, 3° 28′ 29″ E |              |
| Château fort · Classicisme, classique          | Château de Bazoches                   | Bazoches                           | Classé MH (1994) · Notice no PA00112800                                                                                            | XIIe et XVe siècles, XVIIe siècle, visitable, propriété du maréchal de Vauban. | 47° 22′ 51″ N, 3° 47′ 42″ E |              |
| Classicisme, classique                         | Château de la Belouse                 | Poiseux                            | Notice no IA58000655 | XVIIe et XVIIIe siècles, XIXe siècle                                           | 47° 07′ 37″ N, 3° 15′ 03″ E |              |
| Château fort · Classicisme, classique          | Château des Bordes                    | Urzy                               | Inscrit MH (1946, 1998) · Notice no PA00113037                                                                                     | XIe et XVe siècles, XVIIe et XIXe siècles, visitable                           | 47° 03′ 13″ N, 3° 12′ 46″ E |              |
| Néo-classique                                  | Château de Bouteloin                  | Saint-Léger-de-Fougeret            | | XIXe siècle, Institut Européen des Sciences Humaines                           | 47° 01′ 22″ N, 3° 55′ 18″ E |              |
| Maison forte · Classicisme, classique          | Château de Brinon-sur-Beuvron         | Brinon-sur-Beuvron                 | Inscrit MH (1983) · Notice no PA00112813                                                                                           | XVe et XVIIe siècles, XVIIIe siècle                                            | 47° 17′ 08″ N, 3° 29′ 27″ E |              |
| Maison forte                                   | Château de la Bussière                | Sémelay                            | Notice no IA00002058 | XIIe et XVe siècles, XIXe siècle                                               | 46° 51′ 46″ N, 3° 53′ 11″ E |              |
| Château fort · Ruine ou disparu                | Château de Chandioux                  | Maux                               | Inscrit MH (1970) · Notice no PA00112914                                                                                           | XIVe et XVe siècles                                                            | 47° 02′ 49″ N, 3° 48′ 16″ E |              |
| Maison forte · Néo-Renaissance                 | Château de la Chasseigne              | Saint-Parize-le-Châtel             | | XVe et XIXe siècles                                                            | 46° 51′ 50″ N, 3° 12′ 23″ E |              |
| Château fort · Ruine ou disparu                | Château de Château-Chinon             | Château-Chinon                     | | Moyen Age                                                                      | 47° 04′ 08″ N, 3° 56′ 01″ E |              |
| Château fort · Néo-classique                   | Château de Châtillon-en-Bazois        | Châtillon-en-Bazois                | Inscrit MH (1989) · Notice no PA00113053 · Notice no IA00002361 · Notice no IA58000583 · Jardin remarquable · Notice no JAR0000047 | XVe et XIXe siècles                                                            | 47° 03′ 00″ N, 3° 39′ 06″ E |              |
| Château fort                                   | Château de Chevenon                   | Chevenon                           | Classé MH (1946) · Notice no PA00112844                                                                                            | XIVe et XVe siècles, XVIe siècle                                               | 46° 55′ 13″ N, 3° 13′ 58″ E |              |
| Néo-classique                                  | Château de Clinzeau                   | Saint-Léger-de-Fougeret            | | XIXe siècle                                                                    | 47° 00′ 22″ N, 3° 53′ 58″ E |              |
| Classicisme, classique                         | Château de Concley                    | Poil                               | Notice no IA00002030 | XVIIe et XVIIIe siècles, XIXe siècle                                           | 46° 53′ 34″ N, 4° 03′ 42″ E |              |
| Château fort · Renaissance                     | Château de Corbelin                   | La Chapelle-Saint-André            | Inscrit MH (1940, 1992) · Notice no PA00112823 · Notice no IA58000652                                                              | XIIIe et XIVe siècles, XVIe et XIXe siècles                                    | 47° 22′ 51″ N, 3° 19′ 55″ E |              |
| Renaissance                                    | Château de Coulon                     | Mouron-sur-Yonne                   | Inscrit MH (2002) · Classé MH (2003) · Notice no PA58000021                                                                        | XVIe et XVIIIe siècles                                                         | 47° 12′ 21″ N, 3° 44′ 14″ E |              |
| Château fort · Néo-classique                   | Château de Dumphlun                   | Billy-Chevannes                    | Inscrit MH (2021) · Notice no PA00112808                                                                                           | XVe et XVIIIe siècles                                                          | 46° 59′ 59″ N, 3° 27′ 24″ E |              |
| Château fort · Classicisme, classique          | Château d'Ettevaux                    | Poil                               | | Moyen Âge, XVIe et XVIIe siècles                                               | 46° 52′ 11″ N, 4° 01′ 44″ E |              |
| Style Louis XIII                               | Château de Glux                       | Glux-en-Glenne                     | | XIXe siècle                                                                    | 46° 57′ 14″ N, 4° 02′ 02″ E |              |
| Néo-classique                                  | Château de Goujon                     | Cossaye                            | | XIXe siècle                                                                    | 46° 44′ 09″ N, 3° 29′ 13″ E |              |
| Classicisme, classique                         | Château des Granges                   | Suilly-la-Tour                     | Classé MH (1974) · Inscrit MH (21983002) · Notice no PA00113027                                                                    | XVIe et XVIIe siècles                                                          | 47° 20′ 27″ N, 3° 03′ 09″ E |              |
| Maison forte                                   | Château de Lange                      | Saint-Parize-le-Châtel             | | XIIe et XVe siècles                                                            | 46° 52′ 28″ N, 3° 11′ 19″ E |              |
| Château fort · Classicisme, classique          | Château de Lantilly                   | Corbigny / Cervon                  | Inscrit MH (1985, 2005) · Notice no PA00112816                                                                                     | XIVe siècle, XVIIe et XIXe siècles                                             | 47° 14′ 08″ N, 3° 43′ 11″ E |              |
| Château fort                                   | Château de Mailly-le-Château          | Mailly-le-Château                  | Inscrit MH (1992) · Notice no PA00113978                                                                                           | XIVe siècle                                                                    | 47° 35′ 41″ N, 3° 38′ 09″ E |              |
| Château fort                                   | Château du Marais                     | Gimouille                          | Inscrit MH (1927) · Notice no PA00112896                                                                                           | Moyen Âge                                                                      | 46° 56′ 49″ N, 3° 06′ 32″ E |              |
| Château fort · Néo-classique                   | Château de Marcilly                   | Cervon                             | Inscrit MH (1996) · Notice no PA58000001                                                                                           | XVe et XVIIIe siècles, XIXe siècle                                             | 47° 12′ 57″ N, 3° 41′ 58″ E |              |
| Néo-gothique                                   | Château de Marigny                    | Sauvigny-les-Bois                  | | XIXe siècle                                                                    | 46° 56′ 49″ N, 3° 15′ 34″ E |              |
| Renaissance                                    | Château du Martray                    | Sémelay                            | | XVIe et XIXe siècles                                                           | 46° 51′ 13″ N, 3° 52′ 28″ E |              |
| Classicisme, classique                         | Château de Menou                      | Menou                              | Inscrit MH (1994) · Classé MH (1996) · Notice no PA00112915 · Notice no IA58000589                                                 | XVIIe et XIXe siècles                                                          | 47° 21′ 57″ N, 3° 16′ 46″ E |              |
| Classicisme, classique                         | Château de Mocques                    | Saint-Martin-sur-Nohain            | Inscrit MH (1987) · Notice no PA00113006                                                                                           | XVIIe siècle                                                                   | 47° 22′ 37″ N, 2° 58′ 21″ E |              |
| Forteresse, fort(ification) · Ruine ou disparu | Forteresse du mont Touleur            | Larochemillay                      | | Moyen Âge                                                                      | 46° 52′ 42″ N, 3° 59′ 13″ E |              |
| Maison forte · Ruine ou disparu                | Maison forte de Montantaume           | Poil                               | | Moyen Âge                                                                      | 46° 52′ 42″ N, 4° 02′ 19″ E |              |
| Château fort · Classicisme, classique          | Château de la Motte                   | Arthel                             | Inscrit MH (1985) · Notice no PA00112796                                                                                           | XVe siècle, XVIIe et XVIIIe siècles                                            | 47° 14′ 35″ N, 3° 24′ 26″ E |              |
| Château fort                                   | Château de La Motte-Josserand         | Perroy                             | Classé MH (1986) · Notice no PA00112985                                                                                            | XIVe et XVe siècles, XVIIe siècle                                              | 47° 23′ 53″ N, 3° 08′ 21″ E |              |
| Château fort · Ruine ou disparu                | Château de Moulins-Engilbert          | Moulins-Engilbert                  | Inscrit MH (1993) · Notice no PA00125320 · Notice no IA00001773                                                                    | Moyen Âge, XVIe siècle                                                         | 46° 59′ 18″ N, 3° 48′ 37″ E |              |
| Maison forte · Classicisme, classique          | Château du Mousseau                   | Poil                               | | XVe et XVIIIe siècles                                                          | 46° 52′ 22″ N, 4° 03′ 58″ E |              |
| Palais · Renaissance                           | Palais ducal de Nevers                | Nevers                             | Classé MH (1840) · Notice no PA00112964                                                                                            | XVe et XVIe siècles                                                            | 46° 59′ 18″ N, 3° 09′ 31″ E |              |
| Château fort · Renaissance · Domaine viticole  | Château du Nozet                      | Saint-Andelain / Pouilly-sur-Loire | | Moyen Âge, XVIe et XVIIe siècles                                               | 47° 17′ 50″ N, 2° 57′ 30″ E |              |
| Château fort · Ruine ou disparu                | Château de Passy-les-Tours            | Varennes-lès-Narcy                 | Inscrit MH (1927) · Classé MH (2018) · Notice no PA00113040                                                                        | XIVe siècle                                                                    | 47° 12′ 55″ N, 3° 04′ 33″ E |              |
| Néo-gothique                                   | Château de Pierrefitte                | Poil                               | Notice no IA00002032 | XIXe siècle                                                                    | 46° 53′ 41″ N, 4° 01′ 48″ E |              |
| Château fort · Néo-classique                   | Château du Plessis                    | Sémelay                            | | Moyen Âge, XIXe siècle                                                         | 46° 50′ 53″ N, 3° 49′ 52″ E |              |
| Château fort · Renaissance                     | Château de Poiseux                    | Poiseux                            | | Moyen Âge, XVIe siècle                                                         | 47° 07′ 10″ N, 3° 14′ 06″ E |              |
| Classicisme, classique                         | Château de Rivière                    | Larochemillay                      | Notice no IA00002473 | XVIIIe siècle                                                                  | 46° 51′ 27″ N, 3° 58′ 34″ E |              |
| Château fort · Classicisme, classique          | Château de La Roche                   | Larochemillay                      | Inscrit MH (2002) · Notice no PA00112904 · Notice no IA00001985                                                                    | Moyen Âge, XVIIIe siècle                                                       | 46° 52′ 43″ N, 3° 59′ 59″ E |              |
| Renaissance                                    | Château de Saint-Amand-en-Puisaye     | Saint-Amand-en-Puisaye             | Classé MH (1991) · Notice no PA00112998                                                                                            | XVIe siècle, visitable, abrite un musée consacré à la céramique.               | 47° 31′ 54″ N, 3° 04′ 26″ E |              |
| Maison forte · Classicisme, classique          | Château de Saint-Léger-de-Fourgeret   | Saint-Léger-de-Fougeret            | Inscrit MH (1984) · Notice no PA00113004 · Notice no IA00002241                                                                    | XIVe siècle, XVIIe et XVIIIe siècles                                           | 47° 01′ 00″ N, 3° 52′ 51″ E |              |
| Château fort · Ruine ou disparu                | Château de Saint-Vérain               | Saint-Vérain                       | Classé MH (1907) · Notice no PA00113020                                                                                            | Moyen Âge                                                                      | 47° 28′ 47″ N, 3° 03′ 11″ E |              |
| Néo-classique                                  | Château de Sauvages                   | Beaumont-la-Ferrière               | Inscrit MH (1987) · Notice no PA00112804                                                                                           | XVIe et XVIIIe siècles                                                         | 47° 10′ 44″ N, 3° 13′ 31″ E |              |
| Pavillon de chasse · Renaissance               | Château de Tâches                     | Saint-Parize-le-Châtel             | | XVIe siècle                                                                    | 46° 50′ 59″ N, 3° 09′ 34″ E |              |
| Château fort · Classicisme, classique          | Château de Thil                       | Poil                               | | Moyen Âge                                                                      | 46° 50′ 53″ N, 4° 03′ 14″ E |              |
| Renaissance · Domaine viticole                 | Château de Tracy                      | Tracy-sur-Loire                    | Inscrit MH (1967, 2007) · Notice no PA00113034                                                                                     | XVe et XVIe siècles                                                            | 47° 19′ 17″ N, 2° 53′ 28″ E |              |
| Maison forte · Classicisme, classique          | Château de Vandenesse                 | Vandenesse                         | Inscrit MH (1998) · Notice no PA58000010 · Notice no IA00001840                                                                    | XIVe et XVe siècles, XVIIe et XVIIIe siècles                                   | 46° 54′ 37″ N, 3° 45′ 37″ E |              |
| Maison forte · Renaissance                     | Château de Vauban                     | Bazoches                           | | Moyen Âge, XVIe et XVIIe siècles                                               | 47° 21′ 32″ N, 3° 47′ 15″ E |              |
| Château fort                                   | Château de Villars                    | Saint-Parize-le-Châtel             | Inscrit MH (1951) · Notice no PA00113008 · « Photo », notice no MHR27_20205800345                                                  | Forteresse du début du XIVe siècle.                                            | 46° 50′ 47″ N, 3° 07′ 23″ E |              |
| Château fort                                   | Château de Villemenant                | Guérigny                           | Classé MH (1930) · Notice no PA00112900                                                                                            | XIVe et XVe siècles                                                            | 47° 05′ 37″ N, 3° 12′ 22″ E |              |
| Château fort · Renaissance                     | Château de Villemolin                 | Anthien                            | Inscrit MH (1978, 2002) · Notice no PA00112791                                                                                     | XVe et XVIIe siècles, XIXe siècle                                              | 47° 17′ 13″ N, 3° 43′ 11″ E |              |
| Maison forte · Classicisme, classique          | Château de Villette                   | Poil                               | | XIVe et XVIIIe siècles                                                         | 46° 52′ 03″ N, 4° 03′ 11″ E |              |